# Abadiellidae
Az Abadiellidae a háromkaréjú ősrákok (Trilobita) osztályának Redlichiida rendjébe, ezen belül a Redlichiina alrendjébe tartozó család.

## Rendszerezés
A családba az alábbi nemek tartoznak:
- Abadiella
- Guangyuanaspis
- Guangyuania
- Lunolenus
- Malongocephalus
- Shaanxia
- Sibiriaspis